# Jardin du Prieuré de Souvigny
El Jardín del Priorato de Souvigny (en francés: Jardin du Prieuré de Souvigny) es un museo y jardín botánico de 1 hectáreas de extensión, de administración municipal en Souvigny, Francia.
Situado en los terrenos del conjunto prioral de Souvigny, estos jardines son una reconstrucción de los jardines franceses del siglo XVII y XVIII, estos jardines contienen entre otras variedades antiguas de verduras.

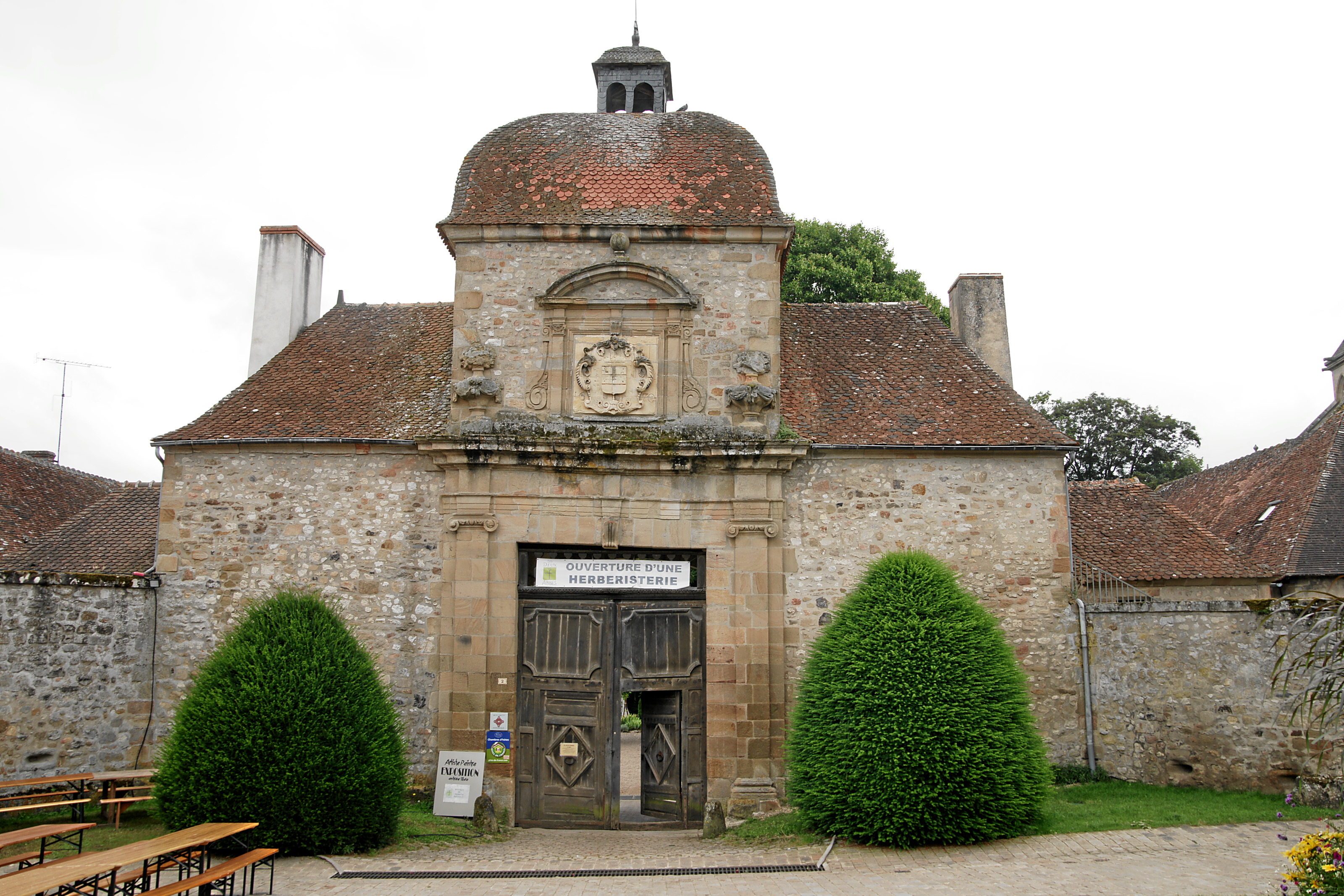
Puerta de entrada al recinto del "Prieuré de Souvigny" MH.

## Localización
La localidad de Souvigny está en el noreste del Macizo Central francés), a veinticinco kilómetros al noroeste de Vichy.
Jardin du Prieuré de Souvigny Code Postal 03210 Souvigny, Département de Allier, Auvergne, France-Francia.
Planos y vistas satelitales :46°32′06.3″N 11°39′34.9″E / 46.535083, 11.659694
Se encuentra abierto a diario durante todo el año y se paga una tarifa de entrada.

## Historia
Este jardín fue creado en 1993 a raíz de la elección de Souvigny como un patrimonio nacional en la región de Auvernia. 
Inaugurado en 1994, se integra junto al museo que abrió sus puertas en 1995, en la visita al conjunto  prioral. 
Su gestión municipal y su diseño toma la forma de los jardines del priorato que inicialmente estaban allí (por los monjes benedictinos que los utilizaban para su alimentación y el cuidado de la salud de la comunidad religiosa con sede en Souvigny desde finales del siglo X).
A partir del año 2004, se hicieron muchos cambios a los jardines como los arriates de boj (con una  representación del escudo de Souvigny); cultivo de plantas medicinales; la plantación de 220 rosas; readaptación de los lechos de cultivo de legumbres.

## Colecciones vegetales
El jardín de Souvigny está a medio camino entre el jardín a la francesa (por su forma: cuadrada simétrica con la presencia de una fuente de agua) y el jardín del priorato (pequeños cuadros de cultivo elevados con respecto al terreno cultivando verduras y la presencia de plantas medicinales y aromáticas en los cuadrados delimitados por boj). 
Además, para recordar el pasado vitivinícola del departamento, las vides se plantaron en el jardín de la parte inferior (vino St Pourçain). 
220 rosales de diferentes especies bordear el jardín. 
Por último, desde la escalera monumental, el visitante puede contemplar todo el jardín, donde la fuente sirve como un eje de simetría. 
De los elementos vegetales son de destacar los árboles frutales, arbustos, plantas vivaces, plantas anuales.

## Referencias

Detalles
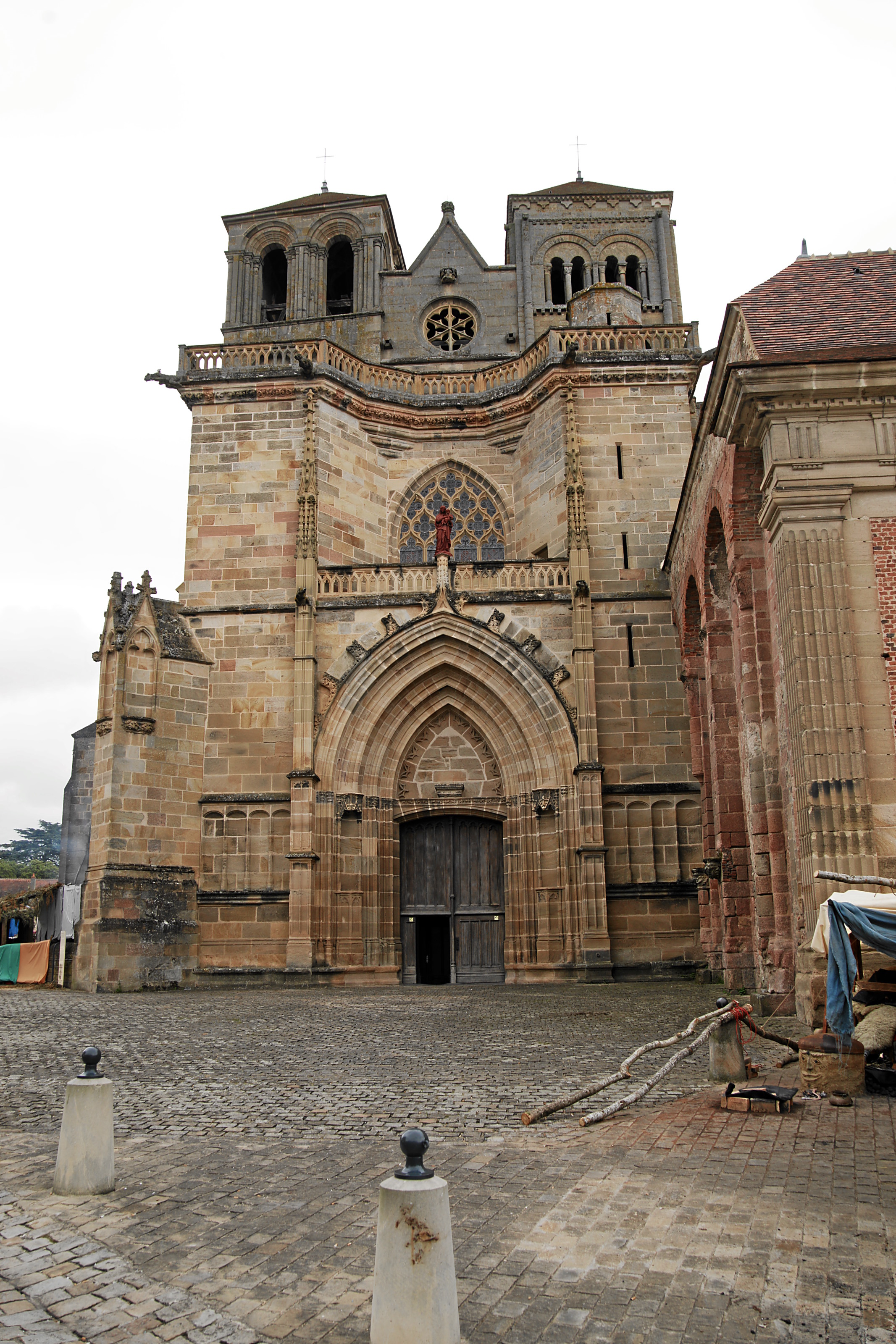
Portada de la iglesia prioral de Souvigny.
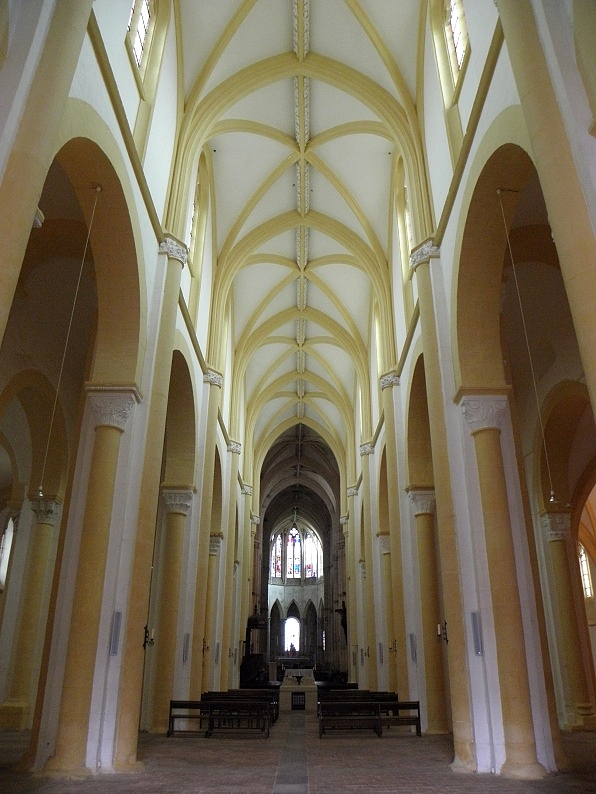
Nave central de la iglesia prioral.
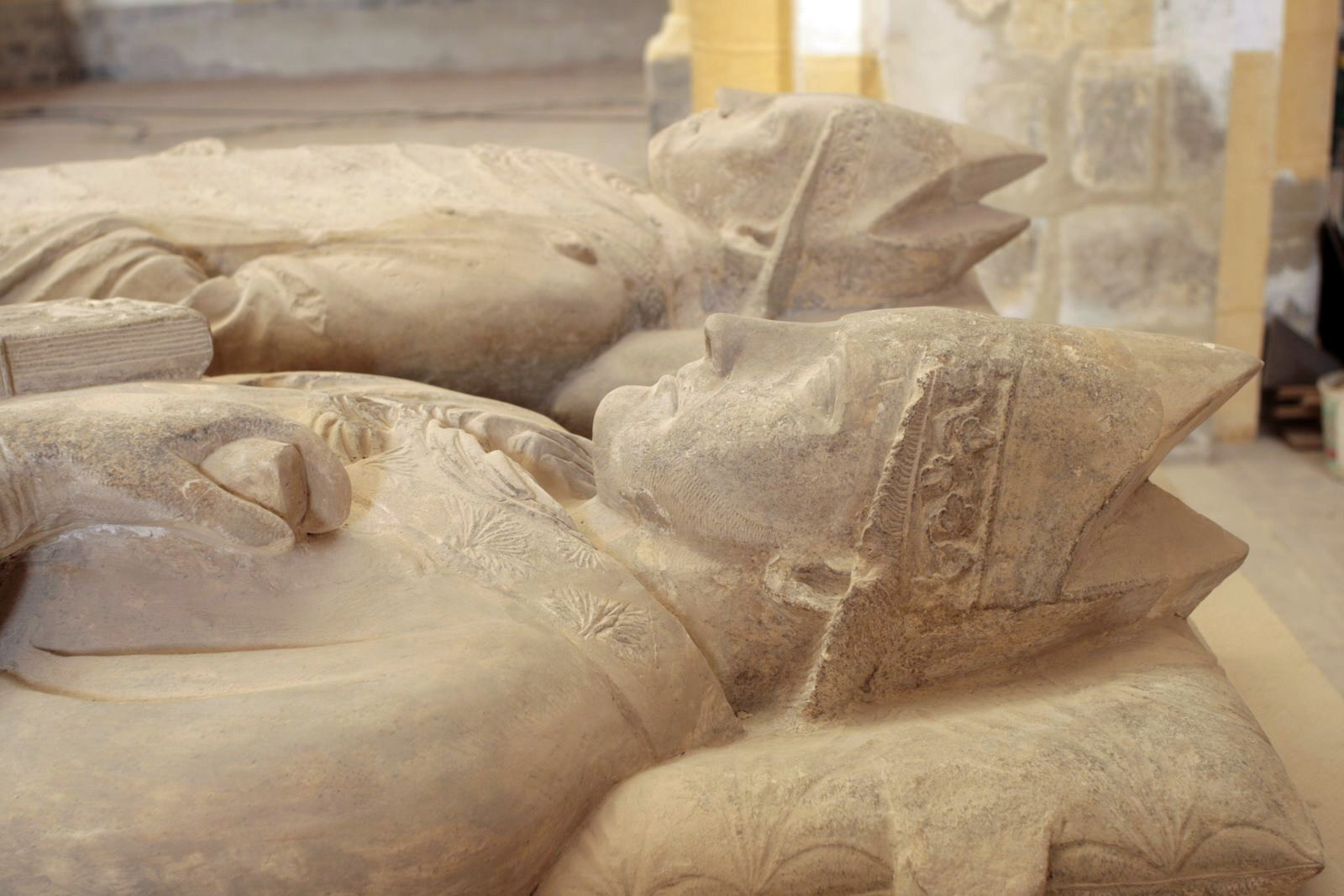
Tumba de San Mayeul y San Odilon abades de Cluny.
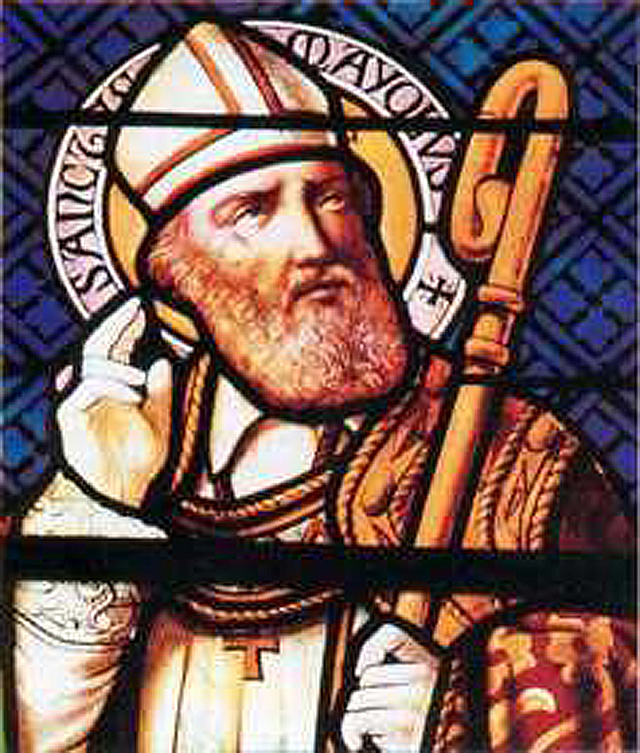
Mayeul en un vitral de Souvigny.
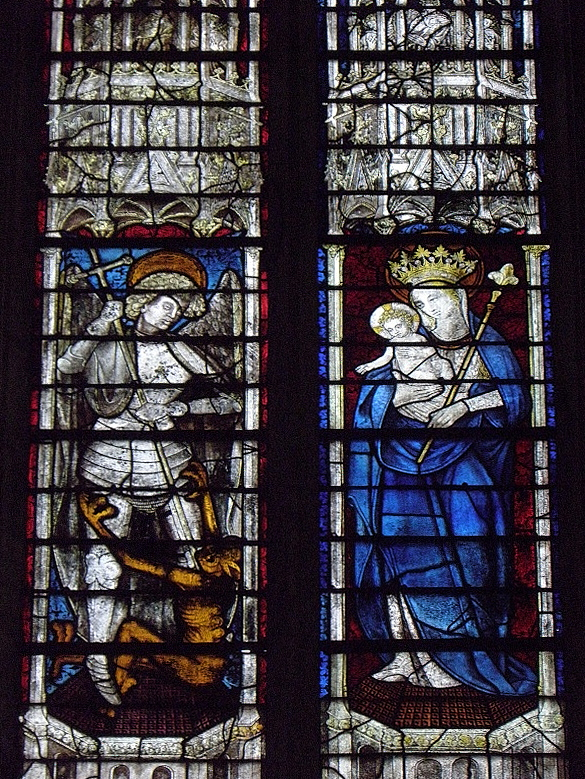
Vitrales en la iglesia prioral de Souvigny.